# 川口慧耀
川口 慧耀（かわぐち けいよう、1958年 - ）は、日本の箏奏者。
大阪市出身。立命館大学産業社会学部卒業。1978年より箏をはじめ、中華絃耀に師事。生田流箏曲・野川流三絃・地歌教授。古流地歌保存会理事。国立文楽劇場にて古典地歌と箏曲を広めるための演奏会を行うほか、消滅寸前の古典地歌「三絃組歌」の独奏会をするなど古典文化の保護活動にも勤しむ。